# Veender- en Lijkerpolder buiten bedijking
De Veender- en Lijkerpolder buiten bedijking was een waterschap in de Nederlandse provincie Zuid-Holland, in de gemeente Kaag en Braassem. Het waterschap was verantwoordelijk voor de drooglegging van de gebieden die buiten de bedijking kwamen te liggen van de Groote Veenderpolder en van de Lijkerpolder (die vielen onder het waterschap de Drooggemaakte Veender- en Lijkerpolder en de Veenderpolder) en de Gogerpolder en later de waterhuishouding in de polder. Onder de molens die de bemaling van dit gebied verzorgden behoort de Moppemolen, die ook nu nog op vrijwillige basis het gebied bemaalt.